# Porta del Ferro
La Porta del Ferro (també anomenada: Porta de Cilícia o Portes de Cilícia) (en turc: Külek Boazi o Gülek Boğazı) (Turquia) és la principal porta (pas) de les muntanyes del Taure central i està situada entre els massissos de Bolkar a l'oest, i Aladag a l'est. El pas de la Porta del Ferro uneix l'altiplà d'Anatòlia amb la plana de Cilícia i, allí, l'obertura sud s'obre a uns 44 km de la ciutat de Tars. Aquesta porta és un llarg congost a través del qual passa el riu Gökoluk.

## Una porta històrica
Des de l'antiguitat, centenars d'exèrcits has passat per aquesta famosa porta: l'expedició dels Deu Mil descrita per Xenofont en l'Anàbasi, l'exèrcit d'Alexandre el Gran, el croats catòlics de la Primera Croada… així mateix, l'expedició de Roger de Flor amb la Companyia Catalana d'Orient va romandre a les portes de la Porta de Ferro després de derrotar els turcs en la batalla de Cibistra. També Pau de Tars hi passà en el seu camí cap a la província romana de Galàcia (comunitat en què, posteriorment, escrigué les seves Epístoles Paulines).

## Obres d'enginyeria per a la 1a Guerra Mundial
Quan els enginyers alemanys que construïren el ferrocarril entre la mar de Màrmara i Bagdad van haver de passar per aquesta porta, no varen seguir l'antiga ruta, sinó que es veieren forçats a construir tota una sèrie de viaductes i túnels (trenta-set) que es consideren una de les meravelles de l'enginyeria ferroviària. Alhora, hagueren de construir una línia de via estreta per tal de transportar els treballadors, equipament i material.
La línia de ferrocarril entre la mar de Màrmara i Bagdad no fou oberta fins al 1918, però encara pogué transportar tropes i material de guerra cap al front de Mesopotàmia durant els darrers mesos de la Primera Guerra Mundial.

## Estat actual
Actualment, una gran autopista de sis carrils (E-90) creua la Porta de Ferro. Es projecta que la E-90 enllaci Ankara, la capital de Turquia, amb el corredor mediterrani del sud, que transcorre entre Mersin i Sanliurfa, prop de Tars.